# بالم ديزرت (كاليفورنيا)
بالم ديسيرت (بالإنجليزية: Palm Desert)‏ هي إحدى مدن مقاطعة ريفيرسيدي، كاليفورنيا. تم إعطاءها لقب مدينة في 26 نوفمبر، 1973.

## التركيبة السكانية
حدّد مكتب تعداد الولايات المتحدة بيانات التركيبة السكانية لبالم ديزرت في تعداد الولايات المتحدة. في ما يلي، التركيبة السكانية حسب تعدادي 2000 و2010.

### تعداد عام 2000
بلغ عدد سكان بالم ديزرت 41,155 نسمة بحسب تعداد عام 2000، وبلغ عدد الأسر 19,184 أسرة وعدد العائلات 11,405 عائلة مقيمة في المدينة. في حين سجلت الكثافة السكانية 588.2 نسمة لكل كيلومتر مربع (1,523.4/ميل2). وبلغ عدد الوحدات السكنية 28,021 وحدة بمتوسط كثافة قدره 400.5 لكل كيلومتر مربع (1,037.3/ميل2).
وتوزع التركيب العرقي للمدينة بنسبة 86.84% من البيض و1.20% من الأمريكيين الأفارقة و0.45% من الأمريكيين الأصليين و2.57% من الأمريكيين ذوي الأصول الآسيوية و0.10% من سكان جزر المحيط الهادئ و6.48% من الأعراق الأخرى و2.36% من عرقين مختلطين أو أكثر و17.08% من الهسبانيون أو اللاتينيون من أي عرق.
بلغ عدد الأسر 19,184 أسرة كانت نسبة 20.5% منها لديها أطفال تحت سن الثامنة عشر تعيش معهم، وبلغت نسبة الأزواج القاطنين مع بعضهم البعض 48.5% من أصل المجموع الكلي للأسر، ونسبة 7.7% من الأسر كان لديها معيلات من الإناث دون وجود شريك، بينما كانت نسبة 3.2% من الأسر لديها معيلون من الذكور دون وجود شريكة وكانت نسبة 40.5% من غير العائلات. تألفت نسبة 32.4% من أصل جميع الأسر من عدة أفراد يعيشون في نفس المنزل ونسبة 15.2% كانت تتألف من شخص يعيش بمفرده يبلغ من العمر 65 عاماً أو أكثر. وبلغ متوسط حجم الأسرة المعيشية 2.13، أما متوسط حجم العائلات فبلغ 2.67.
بلغ العمر الوسطي للسكان 48.0 عاماً. وكانت نسبة 17.3% من القاطنين تحت سن الثامنة عشر، وكانت نسبة 6.2% بين الثامنة عشر والرابعة والعشرين عاماً، ونسبة 22.6% كانت واقعةً في الفئة العمرية ما بين الخامسة والعشرين والرابعة والأربعين عاماً، ونسبة 26.3% كانت ما بين الخامسة والأربعين والرابعة والستين، ونسبة 27% كانت ضمن فئة الخامسة والستين عاماً فما فوق. يوجد لكل 100 أنثى 93.0 ذكر، ويوجد لكل 100 أنثى في الثامنة عشر من عمرها فما فوق 90.2 ذكر.
بلغ متوسط دخل الأسرة في المدينة 48,316 دولارًا، أما متوسط دخل العائلة فبلغ 58,183 دولارًا. وكان متوسط دخل الذكور 42,257 دولارًا مقابل 32,202 دولارًا للإناث. وسجل دخل الفرد الخاص بالمدينة 33,463 دولارًا. وكانت نسبة 5.9% من العائلات ونسبة 9.2% من السكان تحت خط الفقر، وكان من هؤلاء نسبة 12.5% تحت سن الثامنة عشر ونسبة 4.3% في الخامسة والستين من العمر وما فوق.

### تعداد عام 2010
بلغ عدد سكان بالم ديزرت 48,445 نسمة بحسب تعداد عام 2010، وبلغ عدد الأسر 23,117 أسرة وعدد العائلات 13,241 عائلة مقيمة في المدينة. في حين سجلت الكثافة السكانية 692.4 نسمة لكل كيلومتر مربع (1,793.3/ميل2). وبلغ عدد الوحدات السكنية 37,073 وحدة بمتوسط كثافة قدره 529.8 لكل كيلومتر مربع (1,372.2/ميل2).
وتوزع التركيب العرقي للمدينة بنسبة 82.48% من البيض و1.81% من الأمريكيين الأفارقة و0.51% من الأمريكيين الأصليين و3.40% من الأمريكيين ذوي الأصول الآسيوية و0.11% من سكان جزر المحيط الهادئ و9.14% من الأعراق الأخرى و2.55% من عرقين مختلطين أو أكثر و22.78% من الهسبانيون أو اللاتينيون من أي عرق.
بلغ عدد الأسر 23,117 أسرة كانت نسبة 18.4% منها لديها أطفال تحت سن الثامنة عشر تعيش معهم، وبلغت نسبة الأزواج القاطنين مع بعضهم البعض 44.4% من أصل المجموع الكلي للأسر، ونسبة 9.4% من الأسر كان لديها معيلات من الإناث دون وجود شريك، بينما كانت نسبة 3.5% من الأسر لديها معيلون من الذكور دون وجود شريكة وكانت نسبة 42.7% من غير العائلات. تألفت نسبة 34.4% من أصل جميع الأسر من عدة أفراد يعيشون في نفس المنزل ونسبة 18.9% كانت تتألف من شخص يعيش بمفرده يبلغ من العمر 65 عاماً أو أكثر. وبلغ متوسط حجم الأسرة المعيشية 2.08، أما متوسط حجم العائلات فبلغ 2.65.
بلغ العمر الوسطي للسكان 53.0 عاماً. وكانت نسبة 15.6% من القاطنين تحت سن الثامنة عشر، وكانت نسبة 6.9% بين الثامنة عشر والرابعة والعشرين عاماً، ونسبة 18% كانت واقعةً في الفئة العمرية ما بين الخامسة والعشرين والرابعة والأربعين عاماً، ونسبة 26.7% كانت ما بين الخامسة والأربعين والرابعة والستين، ونسبة 32.9% كانت ضمن فئة الخامسة والستين عاماً فما فوق. وتوزع التركيب الجنسي للسكان بنسبة 47% ذكور و53% إناث.

## المناخ
يظهر الجدول التالي التغييرات المناخية على مدار السنة لبالم ديسيرت:
| البيانات المناخية لـبالم ديسيرت   | البيانات المناخية لـبالم ديسيرت | البيانات المناخية لـبالم ديسيرت | البيانات المناخية لـبالم ديسيرت | البيانات المناخية لـبالم ديسيرت | البيانات المناخية لـبالم ديسيرت | البيانات المناخية لـبالم ديسيرت | البيانات المناخية لـبالم ديسيرت | البيانات المناخية لـبالم ديسيرت | البيانات المناخية لـبالم ديسيرت | البيانات المناخية لـبالم ديسيرت | البيانات المناخية لـبالم ديسيرت | البيانات المناخية لـبالم ديسيرت | البيانات المناخية لـبالم ديسيرت |
| الشهر                             | يناير                           | فبراير                          | مارس                            | أبريل                           | مايو                            | يونيو                           | يوليو                           | أغسطس                           | سبتمبر                          | أكتوبر                          | نوفمبر                          | ديسمبر                          | المعدل السنوي                   |
| --------------------------------- | ------------------------------- | ------------------------------- | ------------------------------- | ------------------------------- | ------------------------------- | ------------------------------- | ------------------------------- | ------------------------------- | ------------------------------- | ------------------------------- | ------------------------------- | ------------------------------- | ------------------------------- |
| الدرجة القصوى °ف (°م)             | 97 (36)                         | 100 (38)                        | 103 (39)                        | 109 (43)                        | 117 (47)                        | 123 (51)                        | 125 (52)                        | 121 (49)                        | 122 (50)                        | 115 (46)                        | 101 (38)                        | 93 (34)                         | 125 (52)                        |
| متوسط درجة الحرارة الكبرى °ف (°م) | 72.0 (22.2)                     | 75.3 (24.1)                     | 81.3 (27.4)                     | 87.5 (30.8)                     | 95.7 (35.4)                     | 103.1 (39.5)                    | 107.3 (41.8)                    | 106.6 (41.4)                    | 102.0 (38.9)                    | 91.9 (33.3)                     | 79.6 (26.4)                     | 71.0 (21.7)                     | 89.5 (31.9)                     |
| المتوسط اليومي °ف (°م)            | 58.3 (14.6)                     | 61.6 (16.4)                     | 68.1 (20.1)                     | 74.1 (23.4)                     | 81.7 (27.6)                     | 88.6 (31.4)                     | 93.8 (34.3)                     | 93.4 (34.1)                     | 88.0 (31.1)                     | 77.8 (25.4)                     | 65.7 (18.7)                     | 57.6 (14.2)                     | 75.8 (24.3)                     |
| متوسط درجة الحرارة الصغرى °ف (°م) | 44.6 (7.0)                      | 48.0 (8.9)                      | 54.8 (12.7)                     | 60.7 (15.9)                     | 67.7 (19.8)                     | 74.2 (23.4)                     | 80.3 (26.8)                     | 80.3 (26.8)                     | 74.0 (23.3)                     | 63.7 (17.6)                     | 51.8 (11.0)                     | 44.2 (6.8)                      | 62.1 (16.7)                     |
| أدنى درجة حرارة °ف (°م)           | 13 (−11)                        | 20 (−7)                         | 25 (−4)                         | 33 (1)                          | 38 (3)                          | 45 (7)                          | 59 (15)                         | 56 (13)                         | 46 (8)                          | 31 (−1)                         | 23 (−5)                         | 19 (−7)                         | 13 (−11)                        |
| الهطول إنش (مم)                   | 0.56 (14)                       | 0.64 (16)                       | 0.43 (11)                       | 0.05 (1.3)                      | 0.07 (1.8)                      | 0.01 (0.25)                     | 0.04 (1.0)                      | 0.54 (14)                       | 0.04 (1.0)                      | 0.26 (6.6)                      | 0.18 (4.6)                      | 0.62 (16)                       | 3.44 (87)                       |
| المصدر: www.ncdc.noaa.gov         |                                 |                                 |                                 |                                 |                                 |                                 |                                 |                                 |                                 |                                 |                                 |                                 |                                 |

## توأمة
لبالم ديسيرت (كاليفورنيا) اتفاقيات توأمة مع كل من:
- ولونغونغ
- حيفا
- إقليم جيسبورن [الإنجليزية]‏
- بورت إليزابيث
- كيتشيكان

## أعلام
- رالف وايت
- دونالد كرام
- توماس ديماركو
- جاك بليدز
- هوارد كيل